# Alex Ebert
Alex Ebert, nome completo Alexander Michael Tahquitz Ebert (Los Angeles, 14 maggio 1978), è un cantante e compositore statunitense.

## Biografia e carriera
Ebert è nato a Los Angeles nel 1978, figlio di uno psicoterapista, Michael Ebert e di un'attrice, Lisa Richards. Il 12 gennaio 2014 ha vinto il Golden Globe per la migliore colonna sonora originale, per aver composto le musiche del film All Is Lost - Tutto è perduto.

## Colonne sonore
- All Is Lost - Tutto è perduto, regia di J. C. Chandor (2013)
- 1981: Indagine a New York (A Most Violent Year), regia di J. C. Chandor (2014)